# Polimery przewodzące
Polimery przewodzące – polimery zdolne do przewodzenia prądu elektrycznego.
Ze względu na mechanizm przewodzenia istnieją trzy ich rodzaje:
- przewodzące „po głównym łańcuchu” – przewodzenie odbywa się w nich podobnie jak w metalach, dzięki istnieniu pasm przewodnictwa powstających w wyniku delokalizacji elektronów w wiązaniach chemicznych; polimery tego rodzaju zawierają zwykle układy sprzężonych wiązań wielokrotnych; nazywane są polimerami skoniugowanymi lub polimerami metalicznymi; niektóre tego rodzaju polimery nie zawierają jednak wiązań wielokrotnych, lecz ich przewodnictwo wynika z nakładania się pustych orbitali d wzdłuż głównego łańcucha
- przewodzące w oparciu o mechanizm kompleksowania z przeniesieniem ładunku; polimery tego rodzaju zawierają grupy boczne o strukturze kompleksów zdolnych do przenoszenia ładunku (TCNQ, TTF)
- przewodzące jonowo, zwane polielektrolitami, w których jony są transportowane przez kanały występujące między łańcuchami polimerów.

Te trzy rodzaje mechanizmu przewodzenia polimerów są często z sobą mieszane w jednym materiale, aby zwielokrotnić ich efekt – na przykład polimery przewodzące „po głównym łańcuchu” są często modyfikowane kompleksami z przeniesieniem ładunku.

## Polimery przewodzące „po głównym łańcuchu”

### Budowa polimerów przewodzących
W czasie procesu polimeryzacji acetylenu, którego cząsteczka zawiera dwa atomy wodoru oraz dwa atomy węgla, między którymi występuje potrójne wiązanie, jedno z tych trzech wiązań zostaje przerwane. Cząsteczki acetylenu łączą się wówczas w długie łańcuchy, stanowiące ścieżkę dla poruszających się elektronów. Układ wiązań między atomami węgla – na przemian podwójne i pojedyncze ...–C=C–C=C–C=... – umożliwia elektronom poruszanie wzdłuż łańcucha, powodując przepływ prądu elektrycznego.
Układ wiązań podwójnych oddzielonych wiązaniami pojedynczymi nazywamy wiązaniem sprzężonym albo układem sprzężonym wiązań podwójnych. Gdy do tak powstałego poliacetylenu doda się jod, to przewodnictwo elektronowe takiego polimeru wzrośnie aż o 18 rzędów wielkości. Wynika to z faktu, że cząsteczki jodu kompleksują do wiązań wielokrotnych poliacetylenu, tworząc z nimi kompleks z przeniesieniem ładunku. Układ sprzężony powoduje, że właściwości takich polimerów są zbliżone do właściwości półprzewodników samoistnych.

### Historia
Odkrycia polimerów przewodzących po głównym łańcuchu dokonało w latach 70. XX wieku trzech naukowców: Hideki Shirakawa, Alan G. MacDiarmid i Alan J. Heeger. Wykazali oni, że poliacetylen poddany działaniu par bromu lub jodu powoduje wzrost przewodnictwa elektrycznego do wartości charakterystycznych dla przewodnictwa metali. Za odkrycie i wkład w rozwój badań polimerów przewodzących wszyscy trzej w 2000 roku otrzymali Nagrodę Nobla z dziedziny chemii.
W Polsce w podobnym czasie, na przełomie lat 1974 i 1975, badano inny polimer – polianilinę – który otrzymano na Wydziale Chemii Uniwersytetu im. Adama Mickiewicza w Poznaniu. Polianilina jest pierwszym polskim polimerem przewodzącym.

### Przykłady
Polimerami przewodzącymi „po głównym łańcuchu” są, między innymi, poliacetylen, polimery zawierające pierścień aromatyczny oraz polimery heterocykliczne (polianilina, polipirol, politiofen i ich odmiany). Zdolność przewodzenia mają też polifosfazeny, polisilany i polisiarczki.

## Zastosowania
Polimery przewodzące po głównym łańcuchu bez domieszek są półprzewodnikami, zatem znajdują zastosowanie w diodach elektrolumimescencyjnych (fotodiody), tranzystorach polowych, ogniwach fotowoltaicznych, kolorowych organicznych wyświetlaczach elektroluminescencyjnych do telefonów komórkowych, komputerów przenośnych, odtwarzaczy multimedialnych, w laserach organicznych, czujnikach (nos elektroniczny, biochipy) oraz foliach pochłaniających promieniowanie radarowe i podczerwone. Te ostatnie mają właściwości o znaczeniu militarnym, na przykład w samolotach niewidzialnych dla radarów lub w tkaninach maskujących żołnierzy przed noktowizorami.
Polimery przewodzące umożliwią otrzymanie układów elektronicznych działających szybciej niż obecne i zużywających znacznie mniej energii. Rewolucja technologiczna umożliwi budowę tanich przenośnych palmtopów, świecących folii, dużych billboardów z ruchomymi reklamami, płaskich zwijalnych telewizorów (ekrany takich telewizorów z łatwością można będzie zawieszać na ścianie, a po użyciu bezpiecznie zwinąć w rolkę).
Polimery przewodzące domieszkowane wykazują wysokie przewodnictwo elektryczne, zbliżone do przewodnictwa metali. Takie polimery mają zastosowanie w produkcji trwałych, lekkich termicznie folii o własnościach mechanicznych plastiku, a przewodzących prąd prawie tak jak metale.
Niedomieszkowane i domieszkowane polimery przewodzące znajdują ponadto wiele innych specyficznych zastosowań: jako składniki sensorów elektrochemicznych i biologicznych, w produkcji kondensatorów o dużej pojemności i małych rozmiarach, jako materiały elektrochromatyczne, w ochronie przed korozją.
Polimery przewodzące znalazły zastosowanie jako przewodniki elektryczne i materiały do budowy nieliniowych urządzeń optycznych, czujników, polimerowych diod elektroluminescencyjnych, wyświetlaczy elektrochromatycznych, pokryć antystatycznych, fotorezystorów, ogniw elektrycznych, elektrod elektrochemicznych, polimerowych tranzystorów polowych, miniaturowych diod fotowoltaicznych (ogniw słonecznych), diod elektroluminescencyjnych i polimerowych laserów.